# Pola Negri

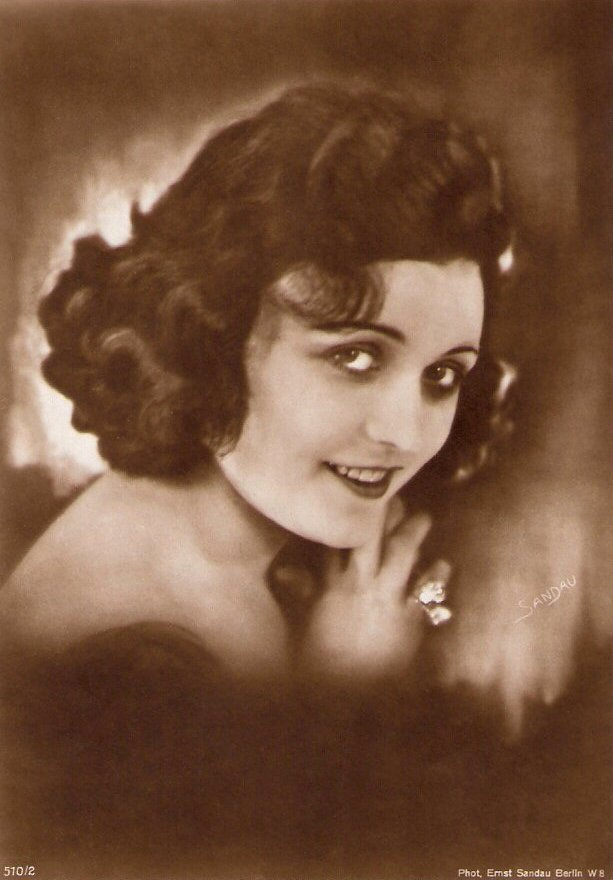
Pola Negri, Fotografie von Ernst Sandau, um 1917

Pola Negri (eigentlich Apolonia Chałupec, auch Barbara Apolonia Chałupiec; * 3. Januar 1897 in Lipno, Russisch-Polen; † 1. August 1987 in San Antonio, USA) war eine polnische Schauspielerin und ein großer Star des Stummfilms. Die Wahl ihres Künstlernamens ist eine Reverenz an die italienische Schriftstellerin Ada Negri.

## Leben
Pola Negri stammte aus der polnischen Stadt Lipno in der Region Kujawien. Ihr Vater, Jerzy Chalupec (1871–1920), war ein slowakischer Rom und von Beruf Klempner. Ihre Mutter, Eleonora Kiełczewska (1861–1954), war Polin.
Negri, die in Warschau in kleinbürgerlichen Verhältnissen aufwuchs, begann zunächst mit einer Ballettausbildung, die sie abbrechen musste, weil sie an Tuberkulose erkrankte. Sie wechselte zur Warschauer Schauspielschule und debütierte 1913 als Theaterschauspielerin in einem Stück von Henrik Ibsen. Kurz nach ihrem Debüt erhielt sie ein Engagement am Polnischen Nationaltheater, dessen Star sie mit gerade einmal 17 Jahren wurde. Zusammen mit ihrem Partner Edward Kuryłło förderte sie den polnischen Tango in den Warschauer Varietés. 1914 bekam sie eine Rolle in dem Stummfilm Niewolnica Zmysłów (Sklavin der Sinne) der Filmproduktionsfirma Sfinks.
Nach Kriegsende eröffnete sich für Pola Negri die Chance ihres Lebens. Ryszard Ordyński, ein polnischer Regisseur, der mit Max Reinhardt in Berlin am Deutschen Theater arbeitete, entdeckte sie und engagierte sie direkt für die polnische Premiere der Pantomime Sumurûn, die später auch verfilmt wurde. Der internationale Durchbruch gelang ihr aber erst als Carmen und als Madame Dubarry, jeweils unter der Regie von Ernst Lubitsch.

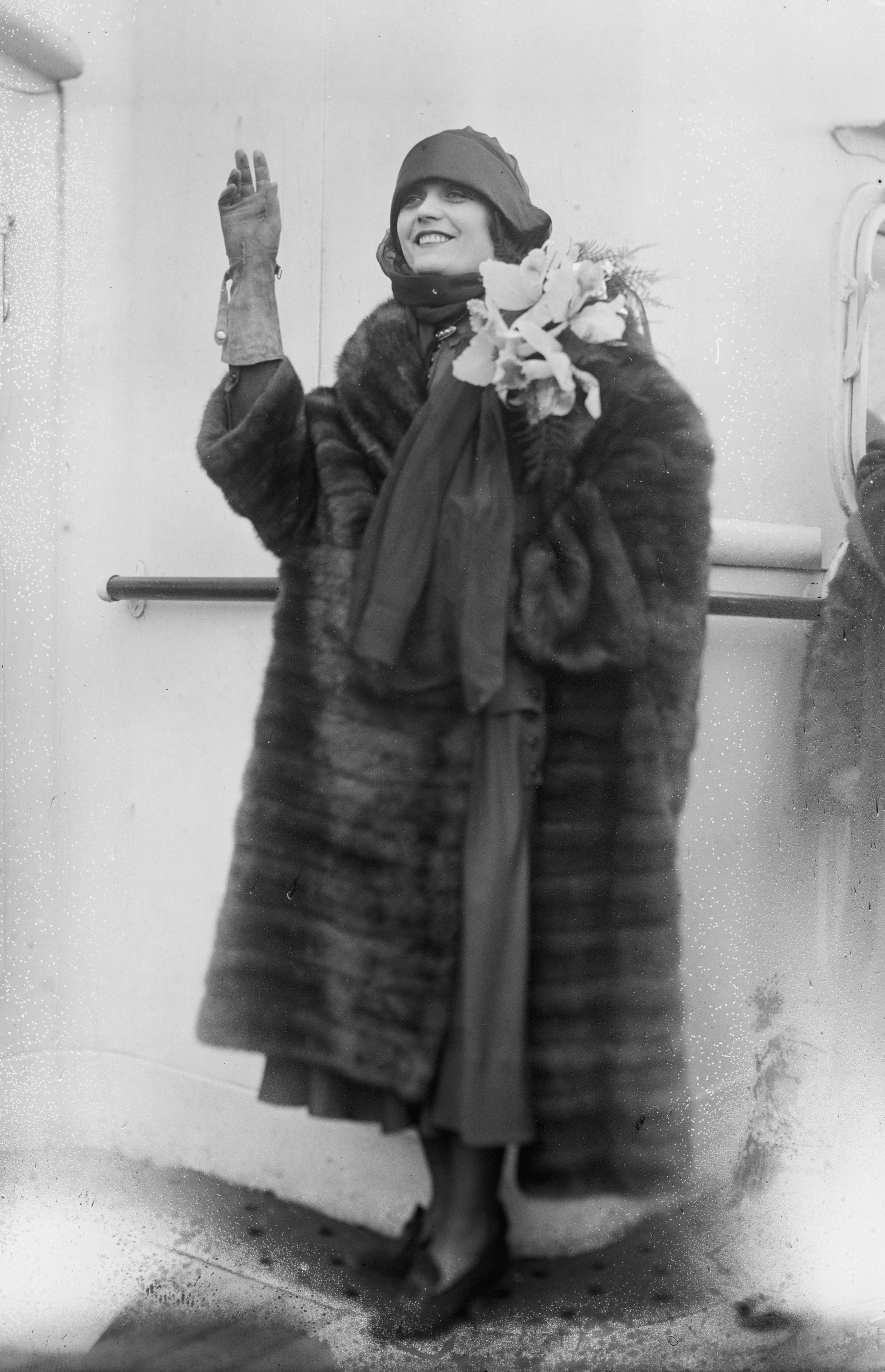
Pola Negri, 1927

Es folgten weitere Filme mit Lubitsch. Auf dem Höhepunkt des Erfolges ging Negri mit einem lukrativen Vertrag der Filmgesellschaft Paramount in die USA. Sie wurde vom Studio als mögliche Konkurrentin von Gloria Swanson aufgebaut. Ihre Hollywoodfilme erreichten allerdings meist nicht das Niveau ihrer Zusammenarbeit mit Lubitsch. Nach einigen enttäuschenden Produktionen ließ das Studio die beiden 1924 wieder gemeinsam für Das verbotene Paradies (Forbidden Paradise) arbeiten, mit Negri als Zarin Katharina die Große.
Bekannt wurde Negri in den USA hauptsächlich durch ihre Schlagzeilen über Romanzen mit Charlie Chaplin, dem sie 1921 zum ersten Mal begegnet war, und Rudolph Valentino. So soll sie nach der Nachricht vom Tod Valentinos direkt vom Drehort eines ihrer Filme nach New York zur Beerdigung aufgebrochen sein, um sich dramatisch über den Sarg des Schauspielers zu werfen. Ihre Ehe mit Serge Mdivani passte in ihre Selbstinszenierung als „Grande Dame“. Nach dieser Heirat führte sie den Titel „Prinzessin Mdivani“ und bewohnte mit ihrem Ehemann das im 18. Jahrhundert erbaute Schloss Rueil in der französischen Gemeinde Seraincourt. Nachdem die Ehe 1931 unter viel Pressewirbel geschieden worden war, ließ sie in verschiedenen deutschen Zeitungen ihre mehr oder weniger fantasievollen Memoiren abdrucken, die sie – entgegen der Beschwerde von Serge Mdivani – mit „Pola Negri, Prinzessin Mdivani“ unterzeichnete.

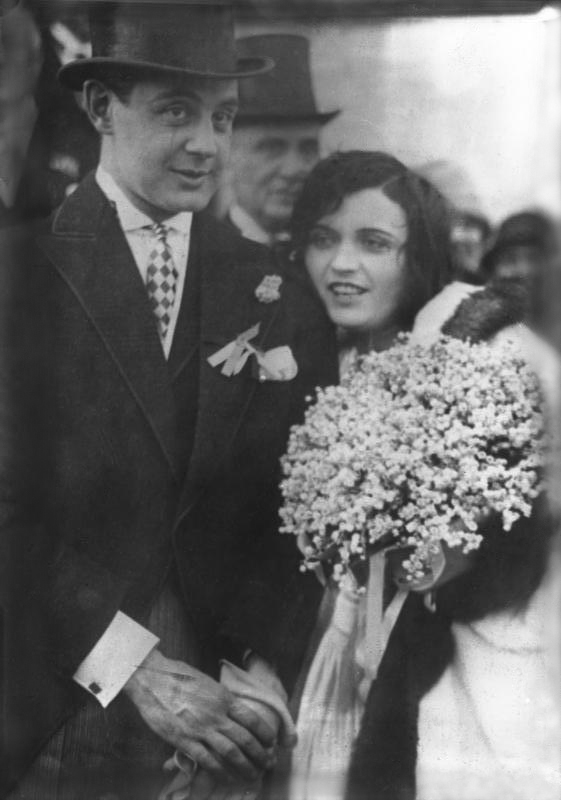
Pola Negri und Serge Mdivani bei ihrer Hochzeit am 14. Mai 1927

Obwohl sie für die Rolle als Katharina die Große von der Kritik gelobt wurde, war dies der letzte finanzielle Erfolg für die Schauspielerin. Mit Ausnahme von Hotel Imperial, das sie 1927 mit Mauritz Stiller drehte, lehnten Publikum und Kritik ihre weiteren Filme ab. Mit dem Tonfilm ging Negris nordamerikanische Karriere zu Ende: Ihr starker Akzent kam beim Publikum nicht an. Infolgedessen geriet sie in finanzielle Schwierigkeiten. Sie ging zurück nach Europa und drehte auf Einladung Willi Forsts einige Filme für die UFA. Ihr bekanntester Film wurde 1935 Mazurka, der zu einem von Hitlers Lieblingsfilmen wurde; den Gesangspart der hohen Töne übernahm Hilde Seipp. Obwohl sie zunächst wegen ihrer angeblich jüdischen Abstammung von Propagandaminister Joseph Goebbels mit einem Drehverbot belegt worden war, durfte sie nach Hitlers persönlicher Intervention die Rolle spielen. Zwei Jahre später wurde der Film unter dem Titel Confession mit Kay Francis in Amerika als Remake gedreht.
Negri nahm einige ihrer Filmschlager in Deutsch und teilweise auch in Englisch auf Schellackplatten auf, darunter Peter Kreuders Wenn die Sonne hinter den Dächern versinkt. Ihre zweite Karriere in Deutschland litt jedoch unter der Wiederholung der ständig gleichen Rollen. Sie ging zunächst nach Frankreich und 1941 zurück in die USA. Dort hatte sie jedoch große Schwierigkeiten aufgrund ihrer vermeintlichen Nähe zu Hitler. Nachdem sie zwischenzeitlich auf Ellis Island festgesetzt worden war, konnte sie erst 1943 in Hi Diddle Diddle eine Persiflage auf ihre alten Vamprollen spielen.
Ab den 1950er Jahren lebte sie im texanischen San Antonio und wurde eine erfolgreiche Grundstücksmaklerin. Sie drehte nur noch zwei Filme, 1943 und 1964. In der Disney-Produktion Der Millionenschatz von 1964 zog sie bereits eine Bilanz ihres Lebens: „Ich habe zwei Weltkriege überlebt, vier Revolutionen und fünf Männer“. Kurz kam sie noch einmal ins Gespräch für die Besetzung der Norma Desmond in Boulevard der Dämmerung von Billy Wilder. Wilder berichtete, Negris Akzent habe eine Besetzung unmöglich gemacht. Andere Quellen behaupten, Negri selbst hätte es als Affront empfunden, einen ehemaligen Star zu spielen.
Pola Negris sterbliche Überreste sind im großen Mausoleum des Calvary Cemetery in Los Angeles beigesetzt.
Ihr Leben erzählt das 3D-Musical „Polita“, das 2011 in Warschau uraufgeführt wurde und weiterhin auf dem Programm steht. In dem 2018 zum 100. Jahrestag des Endes des Ersten Weltkriegs auf ARTE ausgestrahlten Doku-Drama-Serie Krieg der Träume werden die Erlebnisse Pola Negris nach 1918 episodisch dargestellt.

## Filmografie
Stummfilme
- 1914: Sklavin der Sinne (Niewolnica zmysłów) – Regie: Jan Pawłowski
- 1915: Die Ehefrau (Żona) – Regie: Jan Pawłowski
- 1916: Studentenliebe (Studenci) – Regie: Aleksander Hertz
- 1917: Die Bestie (Bestia) – Regie: Aleksander Hertz
- 1917: Das Geheimnis des Hotel X (Tajemnica Alei Ujazdowskich)
- 1917: Arabella
- 1917: Wanda Barska (Pokój nr 13)
- 1917: Seine letzte Tat (Jego ostatni czyn)
- 1917: Zügelloses Blut
- 1917: Nicht lange täuschte mich das Glück
- 1917: Küsse, die man stiehlt im Dunkeln
- 1917: Die toten Augen
- 1918: Rosen, die der Sturm entblättert
- 1918: Wenn das Herz in Haß erglüht
- 1918: Liebesersatz (Surogaty lyubvi) – Regie: Viktor Tourjansky
- 1918: Mania – Die Geschichte einer Zigarettenarbeiterin – Regie: Eugen Illés
- 1918: Die Augen der Mumie Ma – Regie: Ernst Lubitsch
- 1918: Der gelbe Schein
- 1918: Carmen – Regie: Ernst Lubitsch
- 1919: Das Karussell des Lebens – Regie: Georg Jacoby
- 1919: Kreuziget sie!
- 1919: Vendetta
- 1919: Madame Dubarry – Regie: Ernst Lubitsch
- 1919: Komtesse Dolly
- 1920: Die Marchesa d’Armiani
- 1920: Arme Violetta
- 1920: Sumurun – Regie: Ernst Lubitsch
- 1920: Das Martyrium
- 1920: Die geschlossene Kette
- 1921: Sappho – Regie: Dimitri Buchowetzki
- 1921: Salome, die Blume des Morgenlands – Regie: Ernst Lubitsch
- 1921: Die Bergkatze – Regie: Ernst Lubitsch
- 1922: Die Flamme – Regie: Ernst Lubitsch
- 1923: Bella Donna – Regie: George Fitzmaurice
- 1923: Die spanische Tänzerin (The Spanish Dancer) – Regie: Herbert Brenon
- 1924: Die Schatten von Paris (Shadows of Paris) – Regie: Herbert Brenon
- 1924: Cleo, das Mädchen der Straße (Men)
- 1924: Die Frau des Kommandeurs (Lily of the Dust)
- 1924: Das verbotene Paradies (Forbidden Paradise) – Regie: Ernst Lubitsch
- 1925: Opfer des Blutes (East of Suez) – Regie: Raoul Walsh
- 1925: Mariposa, die Tänzerin (The Charmer)
- 1925: Königin der Nacht (Flower of Night)
- 1925: Eine mondäne Frau (A Woman of the World) – Regie: Malcolm St. Clair
- 1926: Die Lügenkönigin (The Crown of Lies)
- 1926: Die Königin der Riviera (Good and Naughty)
- 1927: Hotel Stadt Lemberg (Hotel Imperial) – Regie: Mauritz Stiller
- 1927: Stacheldraht (Barbed Wire) – USA, Regie: Rowland V. Lee
- 1927: Geständnisse einer Frau (The Woman on Trial) – Regie: Mauritz Stiller
- 1928: Das Geheimnis einer Stunde (The Secret Hour)
- 1928: Das zweite Leben (Three Sinners)
- 1928: Die Liebschaften einer Schauspielerin (Loves of an Actress)
- 1928: Die Dame aus Moskau (The Woman From Moscow)
- 1929: Die Straße der verlorenen Seelen (The Woman He Scorned)

Tonfilme
- 1932: Um eine Fürstenkrone (A Woman Commands)
- 1934: Fanatisme
- 1935: Mazurka
- 1936: Moskau – Shanghai
- 1937: Madame Bovary
- 1937: Tango Notturno
- 1938: Die fromme Lüge
- 1938: Die Nacht der Entscheidung
- 1943: Hi Diddle Diddle
- 1964: Der Millionenschatz (The Moon-Spinners)

## Auszeichnungen
- 1960: Stern auf dem Hollywood Walk of Fame (6140 Hollywood Blvd.)
- 1964: Bundesfilmpreis (Ehrenpreis)